# Шишинець
Шишинець (хорв. Šišinec) — населений пункт у Хорватії, в Сисацько-Мославинській жупанії у складі громади Лекеник.

## Населення
Населення за даними перепису 2011 року становило 78 осіб.
Динаміка чисельності населення поселення:

## Клімат
Середня річна температура становить 10,72 °C, середня максимальна – 25,18 °C, а середня мінімальна – -6,02 °C. Середня річна кількість опадів – 986 мм.
| Клімат поселення                              | Клімат поселення | Клімат поселення | Клімат поселення | Клімат поселення | Клімат поселення | Клімат поселення | Клімат поселення | Клімат поселення | Клімат поселення | Клімат поселення | Клімат поселення | Клімат поселення | Клімат поселення |
| Показник                                      | Січ.             | Лют.             | Бер.             | Квіт.            | Трав.            | Черв.            | Лип.             | Серп.            | Вер.             | Жовт.            | Лист.            | Груд.            |                  |
| Середній максимум, °C                         | 7,07             | 8,80             | 13,23            | 17,52            | 22,03            | 25,18            | 24,13            | 23,43            | 19,86            | 14,98            | 9,14             | 5,28             |                  |
| Середня температура, °C                       | 0,53             | 2,27             | 6,68             | 10,97            | 15,50            | 18,65            | 20,33            | 19,63            | 16,06            | 11,19            | 5,34             | 1,48             |                  |
| Середній мінімум, °C                          | −6,02            | −4,27            | 0,14             | 4,42             | 8,96             | 12,10            | 16,53            | 15,83            | 12,26            | 7,39             | 1,52             | −2,34            |                  |
| Норма опадів, мм                              | 60               | 58               | 68               | 79               | 84               | 96               | 88               | 91               | 93               | 94               | 99               | 76               |                  |
| Середньомісячна швидкість вітру, м/с          | 1.70             | 1.86             | 2.28             | 2.13             | 2.00             | 1.80             | 1.80             | 1.60             | 1.60             | 1.67             | 1.73             | 1.74             |                  |
| Середньомісячна сонячна радіація, кДж/м²·день | 4240             | 6985             | 10592            | 15091            | 19299            | 21210            | 22426            | 19471            | 14277            | 8899             | 4699             | 3442             |                  |
| --------------------------------------------- | ---------------- | ---------------- | ---------------- | ---------------- | ---------------- | ---------------- | ---------------- | ---------------- | ---------------- | ---------------- | ---------------- | ---------------- | ---------------- |
| Джерело:                                      |                  |                  |                  |                  |                  |                  |                  |                  |                  |                  |                  |                  |                  |